# مشعل تمو
مِشْعَل تَمُّو (بالكردية: مەشعەل تەمۆ) (18 نوفمبر 1957 - 7 أكتوبر 2011) هو معارض سوري كُرديّ ورئيس حزب تيار المستقبل الكردي سابقاً، اغتيل خلال الاحتجاجات السورية عام 2011.
وُلدَ مشعل تمو في مدينة الدرباسية بمحافظة الحسكة عام 1957، وتخرج بشهادة هندسة زراعية، وعملَ بالسياسة منذ التسعينيات، ثمَّ أسس في عام 2005 حزب تيار المستقبل. اعتقل مشعل في عام 2008 وحكم عليه بالسجن ثلاث سنوات بتهم النيل من هيبة الدولة وإضعاف الشعور القومي الوطني، لكن أفرج عنه لاحقاً في شهر يونيو عام 2011 لتخفيف وطأة حركة الاحتجاجات العنيفة في مناطق الأكراد بسوريا. في 7 أكتوبر 2011 اغتاله مسلحون في مدينة القامشلي، وأدى ذلك إلى تفجر الاحتجاجات في المدن ذات الأغلبية الكردية نظراً إلى اتهام نظام بشار الأسد بالوقوف وراء عملية الاغتيال.

## النشأة
متزوَّج ولديه 6 أولاد (4 صبيان وبنتان). التحق مشعل خلال حياته السياسية المبكرة بحزب الاتحاد الشعبي الكردي، وظلَّ عضواً فيه لمدة تزيد عن 20 عاماً. أسَّس لاحقاً في عام 1999 بمدينة القامشلي مع ناشطين آخرين تجمعين ثقافيين هُما «لجان إحياء المجتمع المدني في سوريا» و«منتدى جلادات بدرخان الثقافي»، ثمَّ أسس أخيراً في عام 2005 حزب تيار المستقبل الكردي بعد وُقوع مجزرة القامشلي، معَ أن الحزب سرعان ما حظرَ رسمياً. ألقت السلطات القبض عليه في 15 أغسطس عام 2008، وبعد أسبوعين من اعتقاله سلمه فرع المخابرات الجوية في حلب إلى فرع الأمن السياسي في دمشق، وهناك أحيل إلى القضاء، فحُكمَ عليه في 11 مايو عام 2009 بالسجن لمدة ثلاث سنوات بتهم «النيل من هيبة الدولة» و«إضعاف الشعور القومي» و«وهن نفسية الأمة».

### بعد الإفراج عنه
أفرج عن مشعل تمو عنه في شهر يونيو عام 2011 في محاولة لتهدئة حركة الاحتجاجات التي اندلعت في أنحاء البلاد. وشارك مشعل بعد الإفراج عنه في فعاليات مؤتمر الإنقاذ الوطني السوري الذي عقد في مدينة إسطنبول التركية، وألقى خلاله خطاباً من داخل سوريا أكد فيه على «وحدة الشعب السوري». وقد تلقى مشعل بعد خروجه من السجن عروضاً من طرف النظام السوري بالمشاركة في مؤتمرات للحوار، غيرَ أنه رفض ذلك وأعلن تأييده للمحتجين ضد النظام. وبعدَ تأسيس المجلس الوطني السوري لتمثيل المعارضة السورية في المتجمع الدولي أصبحَ مشعل عضواً في المجلس.

## اغتياله
تعرَّض مشعل تمو لمُحاولة اغتيال بتاريخ 8 سبتمبر 2011، لكنها باءت بالفشل. وعُموماً تقول جهات معارضة أنه بدأ بتلقي التهديدات بالقتل منذ أن خرجَ من السجن وبدأ بمزاولة عمله السياسي كمعارض للنظام، ولذلك فكان يُحاول أن يتوارى عن الأنظار ويَتنقل بسرية. لكن في 7 أكتوبر من عام 2011 تمكن 4 مسلحين مجهولين من الوُصول إلى مكان إقامة مشعل، فقاموا باقتحام المنزل وفتحوا الرصاص عليه ولاذوا بالفرار خلال أقل من دقيقة، كما أدى الهُجوم إلى إصابة ابنه مارسيل والناشطة زاهدة رشكيلو (الذين كانا معه في المنزل) غيرَ أن عملية أجريت لابنه لاحقاً واستقرَّت حاله، أما مشعل تمو فتوفيَّ على الفور.
أثارَ اغتيال مشعل تمو سخطاً شديداً في أوساط المعارضة السورية، وخصوصاً في مناطق الأكراد، فخرجَ عشرات الآلاف منهم ليلة الاغتيال للتظاهر احتجاجاً على مقتله، خصوصاً في مدينتي القامشلي وعامودا. وقاموا بتحطيم تمثال لحافظ الأسد. وفي اليوم التالي للاغتيال (8 أكتوبر) خرجَ عدد من المتظاهرين قدر بـ50,000 في مدن القامشلي وعامودا والدرباسية لتشييع مشعل، وسُرعان ما تحول التشييع إلى مظاهرات تطالب بإسقاط نظام بشار الأسد، كما شهدت مدينة القامشلي ومدن أخرى حولها إضراباً عاماً احتجاجاً على الاغتيال، لكن قوات الأمن توجهت نحو مظاهرات المدينة وأطلقت عليها النار فأردت 6 متظاهرين قتلى. وخرجت مظاهرات أخرى في مدن حول سوريا منها عين العرب (كوباني) وعفرين واللاذقية احتجاجاً على اغتيال مشعل. وقد اتهم المجلس الوطني السوري و«اتحاد شباب تنسيقيات الكرد» وجهات معارضة أخرى النظام السوري بالوُقوف وراء عملية الاغتيال، ونفس الشيء بالنسبة للولايات المتحدة الأمريكية التي اعتبرته تصعيداً من طرف النظام في استهداف رموز المعارضة، أما النظام السوري نفسه فنسبَ عملية الاغتيال إلى إرهابيين مسلحين.